# マジック・バス〜ザ・フー・オン・ツアー
| 専門評論家によるレビュー      | 専門評論家によるレビュー |
| レビュー・スコア              | レビュー・スコア         |
| 出典                          | 評価                     |
| ----------------------------- | ------------------------ |
| AllMusic                      | [ 1 ]                    |
| MusicHound                    | 2.5/5                    |
| ローリング・ストーン          | (unfavourable)           |
| The Rolling Stone Album Guide | [ 4 ]                    |

『マジック・バス〜ザ・フー・オン・ツアー』（Magic Bus: The Who on Tour）は、イングランドのロックバンドであるザ・フーのコンピレーション・アルバム。1968年にアメリカで発売されて、全米39位を記録した。
ザ・フーの名義を持つ初のコンピレーション・アルバムであるが、米デッカ・レコードが許可なく編集したものでメンバーの意向は一切反映されていない。ピート・タウンゼントは「アメリカのレコード会社がやらかす最悪なことの中でも極め付けだった」と怒りを露にしている。

## 解説
タイトルの「オン・ツアー」は、彼等が前年の1967年に初めてアメリカ・ツアーを行ったことに因む。発売当時はライヴアルバムと誤解されたこともあった。
全11曲の収録曲のうちシングルのA面収録曲は「マジック・バス」と「リリーのおもかげ」の2曲だけで、いずれもオリジナル・アルバムには未収録である。残り9曲の内訳は以下のとおりである。
- EP『レディ・ステディ・フー』[注釈 1]（1966年）より2曲
- セカンド・アルバム『ア・クイック・ワン』（1966年）より1曲
- サード・アルバム『セル・アウト』（1967年）より2曲[注釈 2]
- シングル[9][10][11]のB面収録曲が4曲[注釈 3]

シェル・タルミーによってプロデュースされてブランズウィック・レコードから発表された1965年の楽曲は、デビュー・アルバム『マイ・ジェネレーション』の収録曲を含めて1曲も収録されなかった。
モノラル盤とステレオ盤の両方が発売されたが、ステレオ盤でも実際にはモノラルで収録されたものが多く、リアル・ステレオで収録されたのは4曲のみである。
1974年にはアメリカ版のデビュー・アルバム"The Who Sings My Generation"（1966年）とカップリングされた2枚組LP盤が発売された。
1988年にはMCAレコードから再発CDが発売された。2007年、日本でオリジナルマスターを定本にした紙ジャケット仕様の復刻版CDが限定発売された。

## 収録曲
※作詞・作曲の記載がない曲はピート・タウンゼント作。
※邦題は紙ジャケット復刻版（2007年）に準拠。

### オリジナルLP
| #         | タイトル                                           | 作詞・作曲     | オリジナル収録（発表年月日）                                            | 時間  |
| --------- | -------------------------------------------------- | -------------- | ----------------------------------------------------------------------- | ----- |
| 1.        | 「ディスガイス Disguises」                         |                | EP『レディ・ステディ・フー』（1966年11月11日）                          | 3:14  |
| 2.        | 「ラン・ラン・ラン Run Run Run」                   |                | アルバム『ア・クイック・ワン』（1966年12月9日、1967年5月）              | 2:44  |
| 3.        | 「ジキルとハイド Dr. Jekyll and Mr. Hyde」         | John Entwistle | シングル『マジック・バス』B面（1968年10月11日）                         | 2:27  |
| 4.        | 「アイ・キャント・リーチ・ユー I Can't Reach You」 |                | アルバム『セル・アウト』（1967年12月15日、 1968年1月6日）               | 3:05  |
| 5.        | 「過ぎし二人の恋 Our Love Was, Is」                |                | アルバム『セル・アウト』'Our Love Was'（1967年12月15日、 1968年1月6日） | 3:09  |
| 6.        | 「コール・ミー・ライトニング Call Me Lightning」   |                | シングル『ドッグズ』B面（1968年6月14日）                                | 2:25  |
| 合計時間: | 合計時間:                                          | 合計時間:      | 合計時間:                                                               | 17:04 |

| #         | タイトル                                  | 作詞・作曲                                  | オリジナル収録（発表年月日）                                    | 時間  |
| --------- | ----------------------------------------- | ------------------------------------------- | --------------------------------------------------------------- | ----- |
| 1.        | 「マジック・バス Magic Bus」              |                                             | シングル『マジック・バス』A面（1968年10月11日、1968年7月27日）  | 3:21  |
| 2.        | 「サムワンズ・カミング Someone's Coming」 | Entwistle                                   | シングル『マジック・バス』B面（1968年7月27日）                  | 2:33  |
| 3.        | 「ドクター・ドクター Doctor, Doctor」     | Entwistle                                   | シングル『リリーのおもかげ』B面（1967年4月21日、1967年6月24日） | 3:02  |
| 4.        | 「バケッチー Bucket T」                   | Don Altfeld, Roger Christian, Dean Torrence | EP『レディ・ステディ・フー』（1966年11月11日）                  | 2:11  |
| 5.        | 「リリーのおもかげ Pictures of Lily」     |                                             | シングル『リリーのおもかげ』A面（1967年4月21日、1967年6月24日） | 2:43  |
| 合計時間: | 合計時間:                                 | 合計時間:                                   | 合計時間:                                                       | 13:50 |

### CD
| #         | タイトル                                           | 作詞・作曲                                  | オリジナル収録（発表年月日）                                            | 時間  |
| --------- | -------------------------------------------------- | ------------------------------------------- | ----------------------------------------------------------------------- | ----- |
| 1.        | 「ディスガイス Disguises」                         |                                             | EP『レディ・ステディ・フー』（1966年11月11日）                          | 3:14  |
| 2.        | 「ラン・ラン・ラン Run Run Run」                   |                                             | アルバム『ア・クイック・ワン』（1966年12月9日、1967年5月）              | 2:44  |
| 3.        | 「ジキルとハイド Dr. Jekyll and Mr. Hyde」         | John Entwistle                              | シングル『マジック・バス』B面（1968年10月11日）                         | 2:27  |
| 4.        | 「アイ・キャント・リーチ・ユー I Can't Reach You」 |                                             | アルバム『セル・アウト』（1967年12月15日、 1968年1月6日）               | 3:05  |
| 5.        | 「過ぎし二人の恋 Our Love Was, Is」                |                                             | アルバム『セル・アウト』'Our Love Was'（1967年12月15日、 1968年1月6日） | 3:09  |
| 6.        | 「コール・ミー・ライトニング Call Me Lightning」   |                                             | シングル『ドッグズ』B面（1968年6月14日）                                | 2:25  |
| 7.        | 「マジック・バス Magic Bus」                       |                                             | シングル『マジック・バス』A面（1968年10月11日、1968年7月27日）          | 3:21  |
| 8.        | 「サムワンズ・カミング Someone's Coming」          | Entwistle                                   | シングル『マジック・バス』B面（1968年7月27日）                          | 2:33  |
| 9.        | 「ドクター・ドクター Doctor, Doctor」              | Entwistle                                   | シングル『リリーのおもかげ』B面（1967年4月21日、1967年6月24日）         | 3:02  |
| 10.       | 「バケッチー Bucket T」                            | Don Altfeld, Roger Christian, Dean Torrence | EP『レディ・ステディ・フー』（1966年11月11日）                          | 2:11  |
| 11.       | 「リリーのおもかげ Pictures of Lily」              |                                             | シングル『リリーのおもかげ』A面（1967年4月21日、1967年6月24日）         | 2:43  |
| 合計時間: | 合計時間:                                          | 合計時間:                                   | 合計時間:                                                               | 30:54 |

## 参加ミュージシャン
※番号はCDのトラック・ナンバーを示す。
- ロジャー・ダルトリー　Roger Daltrey – リード・ヴォーカル（1、2、6、7、8、11）
- ピート・タウンゼント　Pete Townshend – ギター、キーボード、ヴォーカル、リード・ヴォーカル（4、5）
- ジョン・エントウィッスル　John Entwistle – ベース・ギター、金管楽器、ヴォーカル、リード・ヴォーカル（3、9）
- キース・ムーン　Keith Moon – ドラムス、リード・ヴォーカル（10）